# WIV Provo Premier League 2024-2025
La WIV Provo Premier League 2024-2025 è stata la ventitreesima edizione della massima serie del campionato di Turks e Caicos di calcio. Il campionato è iniziato il 10 novembre 2024 ed è terminato il 23 marzo 2025. 
L'AFC Academy era la squadra campione in carica, avendo conquistato il suo quarto titolo nazionale nella stagione 2023-2024 come vincitore di entrambi i gironi di apertura e clausura. Il campionato è stato vinto dal SWA Sharks, al suo quinto titolo nazionale. 

## Stagione

### Novità
Rispetto alla stagione precedente il Flamingo, che non aveva terminato la stagione 2022-2023 ritirandosi dal campionato, non si è iscritto al campionato. Si sono aggiunti al campionato Beaches, Provo United e Teachers Young Strikers, allargando il numero di squadre partecipanti a sette.

### Formula
Il campionato si svolge in due gironi distinti, di Apertura e Clausura, in ognuno dei quali le squadre giocano tra di loro con partite di andata e ritorno, per un totale di 12 giornate per periodo. Al termine della stagione regolare, le vincenti dei due periodi giocano uno spareggio per il titolo di campione di Turks e Caicos e la qualificazione alle competizioni CONCACAF. Nel caso una squadra vincesse entrambi i gironi, questa è automaticamente campione nazionale senza dover giocare alcuno spareggio. Non sono previste retrocessioni.

## Squadre partecipanti
| Club                    | Città          | Stagione precedente             |
| ----------------------- | -------------- | ------------------------------- |
| AFC Academy             | Providenciales | Campione di Apertura e Clausura |
| Beaches                 | Providenciales | Non iscritto al campionato      |
| Cheshire Hall           | Providenciales | 5° in Apertura, 4° in Clausura  |
| Provo United            | Providenciales | Non iscritto al campionato      |
| SWA Sharks              | Providenciales | 2° in Apertura, 2° in Clausura  |
| Teachers                | Providenciales | 3° in Apertura, 3° in Clausura  |
| Teachers Young Strikers | Providenciales | Non iscritto al campionato      |

## Apertura
|  | Pos. | Squadra                 | Pt | G | V | N | P | GF | GS | DR  |
|  | ---- | ----------------------- | -- | - | - | - | - | -- | -- | --- |
|  | 1.   | AFC Academy             | 18 | 6 | 6 | 0 | 0 | 35 | 3  | +32 |
|  | 2.   | SWA Sharks              | 15 | 6 | 5 | 0 | 1 | 31 | 8  | +23 |
|  | 3.   | Beaches                 | 10 | 6 | 3 | 1 | 2 | 16 | 12 | +4  |
|  | 4.   | Teachers                | 9  | 6 | 3 | 0 | 3 | 17 | 8  | +9  |
|  | 5.   | Provo United            | 6  | 6 | 2 | 0 | 4 | 13 | 28 | -15 |
|  | 6.   | Cheshire Hall           | 4  | 6 | 1 | 1 | 4 | 14 | 16 | -2  |
|  | 7.   | Teachers Young Strikers | 0  | 6 | 0 | 0 | 6 | 3  | 54 | -51 |

Legenda:
      Qualificata per la Finale.

## Clausura
|  | Pos. | Squadra                 | Pt | G | V | N | P | GF | GS | DR  |
|  | ---- | ----------------------- | -- | - | - | - | - | -- | -- | --- |
|  | 1.   | SWA Sharks              | 16 | 6 | 5 | 1 | 0 | 34 | 8  | +26 |
|  | 2.   | AFC Academy             | 13 | 6 | 4 | 1 | 1 | 16 | 2  | +14 |
|  | 3.   | Cheshire Hall           | 10 | 6 | 3 | 1 | 2 | 15 | 16 | -1  |
|  | 4.   | Provo United            | 9  | 6 | 3 | 0 | 3 | 15 | 18 | -3  |
|  | 5.   | Teachers                | 8  | 6 | 2 | 2 | 2 | 16 | 8  | +6  |
|  | 6.   | Beaches                 | 4  | 6 | 1 | 1 | 4 | 7  | 13 | -6  |
|  | 7.   | Teachers Young Strikers | 0  | 6 | 0 | 0 | 6 | 4  | 42 | -38 |

Legenda:
      Qualificata per la Finale.

## Finale
| Providenciales 23 marzo 2025                 | AFC Academy          | 3 – 3 (d.t.s.) referto | SWA Sharks | TCIFA National Stadium |
| \| \| \| \| \| \| Tiri di rigore 4 – 5 \| \| |                      |                        |            |                        |
|                                              |                      |                        |            |                        |
|                                              | Tiri di rigore 4 – 5 |                        |            |                        |